# Silvanus Staartjes
Silvanus Staartjes (Engels: Silvanus Kettleburn) is een personage uit de Harry Potter-boekenreeks van J.K. Rowling. Staartjes was leraar Verzorging van Fabeldieren op Zweinstein voor Rubeus Hagrid.
Staartjes duikt voor het eerst op in het derde boek. Hij wordt hierin alleen genoemd door Professor Perkamentus om aan te geven dat hij met pensioen is gegaan en dat Rubeus Hagrid zijn lessen overneemt. Staartjes heeft zijn vak meer dan 40 jaar gegeven, want uit de aantekeningen van Perkamentus, in het boek De Vertelsels van Baker de Bard blijkt dat hij al tijdens de periode dat professor Armando Wafelaar het Hoofd van Zweinstein was het vak doceerde. Perkamentus was toen net begonnen als leraar Gedaanteverwisselingen. Staartjes was niet van onbesproken gedrag: tijdens zijn periode als docent aan Zweinstein is hij tweeënzestig maal geschorst. Hij stond daarom met professor Wafelaar op gespannen voet. Zijn verhouding met professor Perkamentus (na diens aantreden als schoolhoofd) was beter, aangezien hij in deze periode wat rustiger was geworden. Er wordt beweerd dat dat kwam doordat hij nog maar anderhalve ledemaat over had. Dit was uiteindelijk ook de reden tot zijn pensionering. Overigens was het ontbreken van zijn ledematen aan zijn eigen roekeloze gedrag te wijten.
Hij is een van de redenen dat de enige keer dat er een kerstmusical zou worden opgevoerd op Zweinstein deze in de soep liep. Voor de rol van 'reusachtige worm' leverde hij een Aswinder aan en sprak hier een zwelbezwering over uit. Het toneel waarop de voorstelling plaats zou vinden was van hout. Zowel hout (-en lambrisering) als een zwelbezwering hebben desastreuze gevolgen op een Aswinder. De Aswinder ontplofte (net als het decor) en het toneel vatte vlam, zodat daarmee de gehele Grote Zaal van Zweinstein vol rook kwam te staan en er stukjes decor in het rondvlogen. Als leraar Verzorging van Fabeldieren moet Silvanus Staartjes deze uitwerkingen op de Aswinder uiteraard geweten hebben en dit dus met opzet gedaan hebben.
Albus Perkamentus gaf Silvanus een stel houten ledematen als cadeautje voor zijn pensioen, deze ledematen waren constant aan vervanging toe, omdat Silvanus de gewoonte had drakenreservaten te bezoeken.